# Pontos extremos da Itália

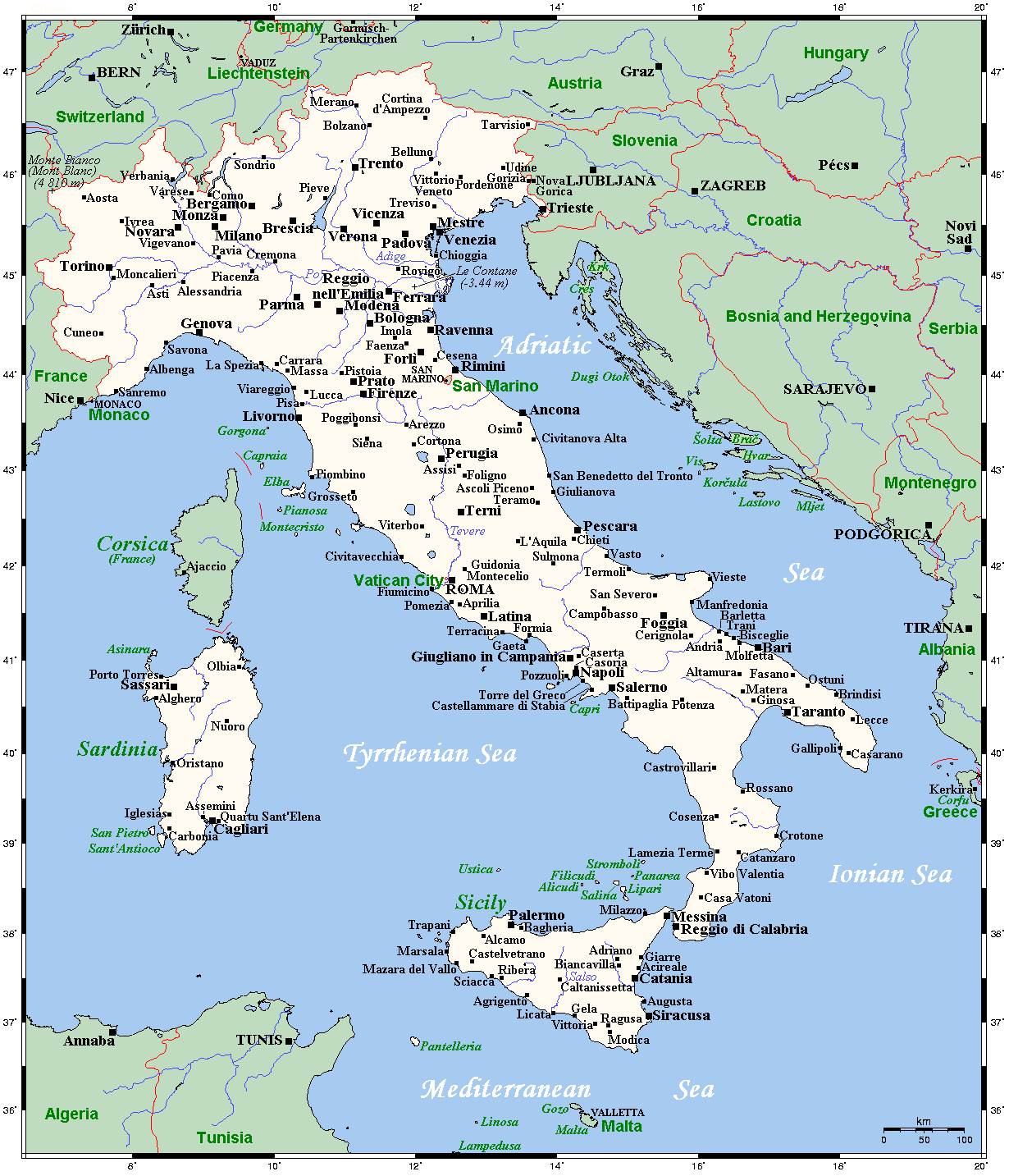
Cidades e outras localidades da Itália

Lista dos pontos extremos da Itália, com os locais mais a norte, sul, leste e oeste.

## Itália
- Ponto mais setentrional: Zwillingsköpfl, Bolzano (47° 05′ N, 12° 11′ L)
- Ponto mais meridional: Cabo Maluk, ilha de Lampedusa, Sicília (35° 29′ N, 12° 36′ L)
- Ponto mais ocidental: Rocca Bernauda, Piemonte (45° 06′ N, 6° 37′ L)
- Ponto mais oriental: Cabo de Otranto, Apúlia (40° 06′ N, 18° 31′ L)

## Itália continental
- Ponto mais setentrional: Zwillingsköpfl, Bolzano
- Ponto mais meridional: Cabo Spartivento, Calábria (37° 55′ N, 15° 59′ L)
- Ponto mais ocidental: Rocca Bernauda, Piemonte
- Ponto mais oriental: Cabo de Otranto, Apúlia

## Altitude
- Ponto mais alto: Mont Blanc, 4807,5 m (45° 50′ N, 6° 51′ L)
- Ponto mais baixo: Le Contane, Pianura Padana, -3,44 m (44° 53′ N, 11° 59′ L)
- Povoação mais alta altitude: Trepalle, Sondrio (2,209 m) (46° 32′ N, 10° 11′ L)